# Supertaça Cândido de Oliveira de 1998
A Supertaça Cândido de Oliveira de 1997–98 foi a 20ª edição da Supertaça Cândido de Oliveira. O FC Porto venceu esta edição derrotando o Braga por 1 a 0 na 1ª mão e empatando 1 a 1 na 2ª mão.

## Campeão
| Supertaça Cândido de Oliveira 1997-98 |
| ------------------------------------- |
| Porto 10º Título                      |